# Polizeiruf 110: Kurzer Traum
Kurzer Traum ist ein deutscher Kriminalfilm von Bernd Böhlich aus dem Jahr 1996. Der Fernsehfilm erschien als 185. Folge der Filmreihe Polizeiruf 110.

## Handlung
Das Dorf Lessin an der Grenze zu Polen: Die Brüder Gerd und Armin Kulick leben auf Höfen, die sich gegenüberliegen. Beide wuchsen nach dem Tod ihrer Eltern bei ihrer Großmutter auf; der kindlich-gutmütige Armin lebt noch immer mit der alten Frau Kulick zusammen. Gerd ist seit 15 Jahren mit Helga verheiratet und lebt auf dem Hof seines Schwiegervaters, Tischler Goertz. Die Ehe steht kurz vor dem Ende. Goertz und die alte Frau Kulick wiederum sind verfeindet, erhielt Goertz doch nach der Bodenreform Land zugesprochen, das bisher den Großbauern Kulick gehört hatte. Goertz hat nun sogar doppeltes Glück: Auf dem ehemaligen Kulickschen Land soll die neue Oderbrücke erbaut werden, sodass ein Verkauf Goertz rund eine Million D-Mark bringen würde. Gerd schwört seiner Großmutter, das Land zurückzuholen.
Wie so oft bewachen Gerd und Armin nachts als Teil der Lessiner Bürgerwehr die Oder, die das Dorf von Polen trennt. Sie unterstützen damit den Dorfpolizisten Herbert und wollen so ihr Hab und Gut schützen, kam es doch immer wieder zu Diebstählen. Gerd stoppt ein Boot, das mit Rumänen beladen ist. Er bedroht sie, will jedoch von einer Anzeige absehen, wenn einer der jungen Männer ihm einen Gefallen tut. Der junge Mann bricht bei Goertz ein und leert den Tresor. Goertz überrascht den Mann dabei, schlägt mit einer Eisenstange auf ihn ein und folgt dem Flüchtenden. Da Tochter Helga fürchtet, dass Goertz ihn in Rage erschlagen wird, verständigt sie Herbert. Als er eintrifft, sind Goertz und Gerd bei Helga. Goertz behauptet, den Mann nicht gefasst zu haben, während Gerd von nichts weiß, sei er doch nur kurz auf dem Deich gewesen. Herbert findet kurz darauf die Leiche des jungen Mannes, der erschlagen wurde. Armin, der von seinem Deichrundgang zurückkehrt, entdeckt wenig später unweit der Leiche eine junge Frau, die er in der Scheune seines Hofs versteckt.
Hauptkommissarin Tanja Voigt wird von ihrer Geburtstagsfeier direkt zum Tatort gerufen. Sie und auch Oma Kulick bemerken, dass sich beide Brüder in ihrer Aussage widersprechen. Während Gerd behauptet, nur kurz auf dem Deich gewesen zu sein, meint Armin, Gerd habe wie auch er seinen normalen Deichgang gemacht. Weil die blutverschmierte Eisenstange Goertz’ gefunden wird, muss Goertz in Untersuchungshaft. Armin kümmert sich unterdessen heimlich um die junge Frau, die Lilja heißt, aus Rumänien kommt und die Schwester des getöteten Mannes ist. Armin, der immer von einer Frau an seiner Seite geträumt hat und der Kontrolle von Oma Kulick entkommen will, verliebt sich in Lilja und plant, mit ihr fortzugehen. Lilja wiederum berichtet ihm, dass Gerd ihren Bruder umgebracht habe, so sei sie am Deich Zeugin der Ermordung geworden.
Die Obduktion der Leiche ergibt, dass die Eisenstange als Mordwerkzeug nicht infrage kommt. Goertz wird freigelassen und vermutet, dass Gerd der Mörder war. Im Tresor befand sich neben Bargeld, das beim Toten gefunden wurde, auch eine Besitzurkunde für das plötzlich wertvoll gewordenen Land. Goertz geht davon aus, dass Gerd den nun Toten dazu anstiftete, für ihn die Urkunde zu stehlen, und ihn nach Übergabe des Dokuments erschlug. Da auch die entsprechenden Seiten im Katasteramt fehlen – die Bearbeiterin erinnert sich, dass Gerd unangemeldet eine längere Zeit im Amt Montagearbeiten durchführte – ist die Urkunde der einzige Nachweis, dass Goertz und nicht Kulick Eigentümer des Landes ist. In Lessin hat Armin unterdessen seine Pläne, mit seiner neuen Freundin abzureisen, bekanntgegeben. Da das Heimatland der neuen Freundin Rumänien ist, weiß Gerd, dass es sich bei der Frau nur um eine in Beziehung zum Toten stehende Person handeln kann. Er weiß, dass sie sich in der Scheune versteckt hält, die Armin in den letzten Tagen sehr genau bewacht hat. Er zündet die Scheune an, wird jedoch währenddessen mit einer Mistgabel erstochen. Als Tanja Voigt erscheint, gibt Helga zu, ihren Mann aus Hass getötet zu haben. Armin und Lilja fliehen über die polnische Grenze, werden aber gefasst und zu Tanja Voigt gebracht. Sie erkennt, dass nur Lilja Brandspuren trägt; Lilja gibt zu, mit der Ermordung Gerds den Tod ihres Bruders gerächt zu haben. Sie wird festgenommen; für Armin war alles nur ein kurzer Traum.

## Produktion

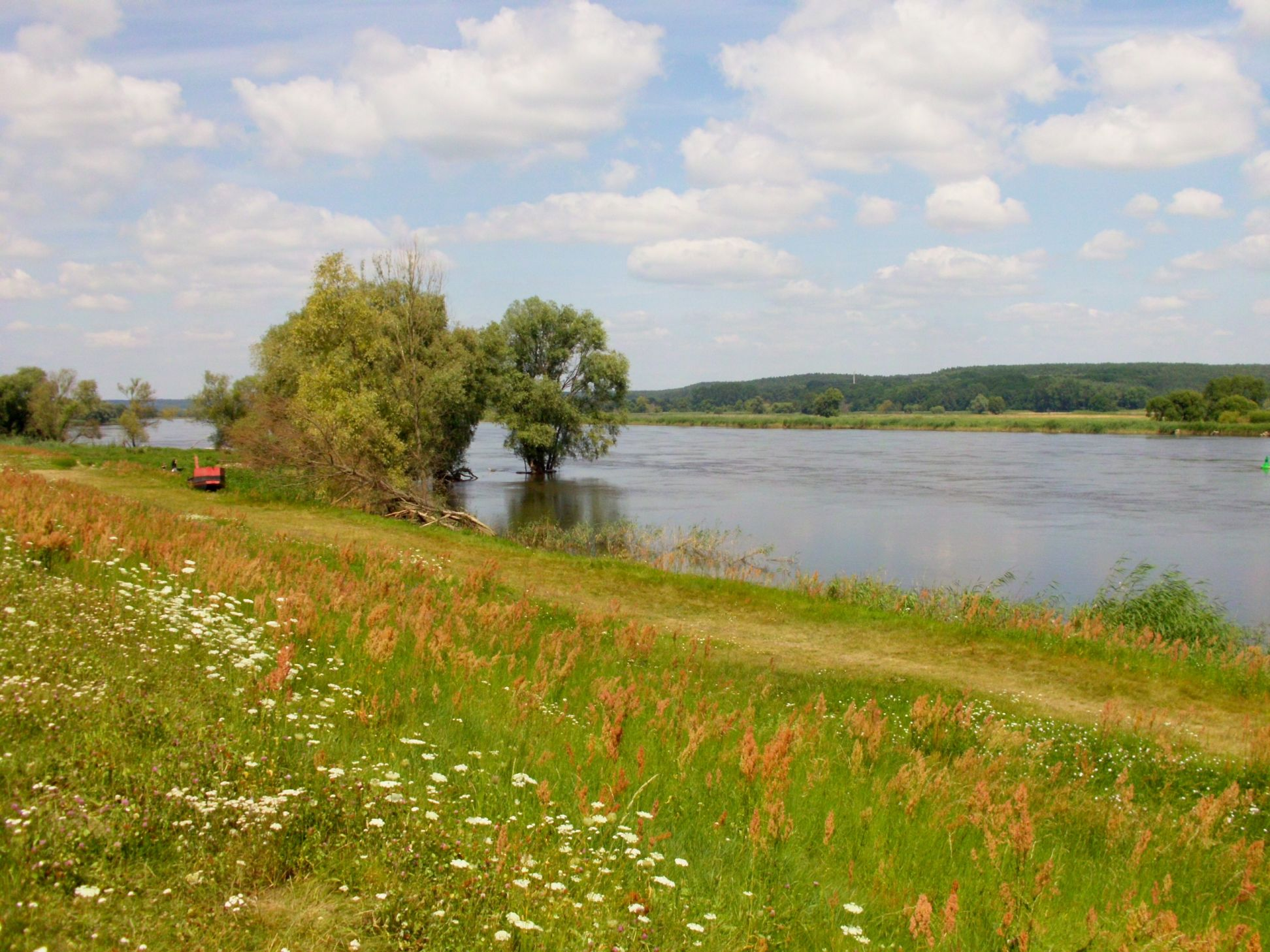
Oderdeich und Oder bei Zollbrücke, ein Drehort des Films

Kurzer Traum wurde ab April 1996 unter anderem in Gröben sowie in Zollbrücke, Zäckericker Loose, gedreht. Im Weiler Zollbrücke lebten zum Zeitpunkt der Dreharbeiten acht Personen, von denen sechs im Film eine Statistenrolle übernahmen. Die Kostüme des Films schuf Christine Zartmann, die Filmbauten stammen von Eduard Krajewski. Der Film erlebte am 22. Dezember 1996 auf dem Ersten seine Fernsehpremiere. Die Zuschauerbeteiligung lag bei 17,3 Prozent.
Es war die 185. Folge der Filmreihe Polizeiruf 110. Tanja Voigt ermittelte in ihrem 8. Fall. Es war zudem der dritte Polizeiruf um Tanja Voigt, bei dem Bernd Böhlich Regie führte.

## Kritik
„‚Kurzer Traum‘ ist ein starkes Stück aus der Brandenburger Provinz, ein kraftvolles Familiendrama“, schrieb die Sächsische Zeitung. „Turbulente Handlung, überzeugende Figuren“, fasste TV Spielfilm zusammen und nannte Kurzer Traum eine „prominent besetzte Folge mit viel Lokalkolorit“. „Es ist alles so, wie man sich ein Dorf an der deutsch-polnischen Grenze gemeinhin vorstellt: trübes Wetter und trübe Aussichten für die Bewohner. Gerettet wird der ORB-Krimi allein von den Schauspielern“, befand Der Tagesspiegel.
„Kann man noch mehr Klischees anhäufen als in diesem Film? Kann man noch mehr rohe Gewalt und hohle Gesten in einen Fernsehfilm pressen?“, fragte hingegen die Stuttgarter Zeitung, und ergänzte: „In diesem Film entwickelt sich nichts. In diesem Film wird nur abgewickelt und abgehakt: Sex, Gewalt, Familientragödie. Früher spielte so etwas in den Alpen, heute offenbar muss es der Osten sein.“ Auch die Süddeutsche Zeitung kritisierte den Film, in dem „Familientragödie und Politik, Psycho und Spannung, ruppige Männer und selbstbewusste Frauen“ zusammenträfen. „Hätte ein guter Krimi werden können, wurde aber keiner – weil mal wieder galt: Weniger wäre mehr gewesen. Seelische Nöte zuhauf paralysierten diese Story.“